# Post Office
De såkaldte "Post Office" frimærker er de to første frimærker udgivet på Mauritius i 1847 som resultat af en reform i det britiske postvæsen, der fandt sted i England i 1840. (Mauritius var på dette tidspunkt en del af det Britiske Imperium).
Joseph Osmond Barnard (som også var urmager) blev valgt som gravør til opgaven og fremstillede 500 eksemplarer af hvert frimærke med teksten Post Office som blev solgt "på få dage".
"POST OFFICE" frimærker eller "Blue Penny, 2 Pence" og "Red Penny, 1 Penny". (27 eksemplarer kendt i verden) er i dag de dyreste og sjældneste frimærker. To af dem (samlet på 1 konvolut, "The Mauritius Bordeaux Cover") er blevet solgt i 1993 for fem millioner US$ hos David Feldman SA i Schweiz.
De to eksemplarer kan blandt andet ses i Postmuseum i Stockholm.